# Палаврич, Сеада
Сеада Палаврич (босн. Seada Palavrić; р. 10 ноября 1954, Тузла, НРБиГ, ФНРЮ) — Председатель Конституционного Суда Боснии и Герцеговины.
Сеада Палаврич окончила факультет права в Университете Сараева в 1984 году и защитила диссертацию в 1995 году. После завершения своего исследования, она начала работать в качестве юрисконсульта в компании «Termoelektrana» Тузлы, а потом в качестве старшего юрисконсульта для представления и имущественных дел. В период с 1993 по 2002 г. была назначена районным инспектором труда и секретарём Тузлинского районного собрания. Сеада занимала должности Секретаря Тузла-Подринье Кантон Ассамблеи и Кантонов Адвокат Тузлы-Подринье. Она также занимала должность Помощника Министра Юстиции Федерации Боснии и Герцеговины и боснийского Правительства Офицера Связи в Комиссии по Правам Человека для Боснии и Герцеговины и Омбудсмен для Боснии и Герцеговины. С 1996 до 2002 года была представителем в Палате представителей боснийского Парламента, а с 2002 по 2005 год она была представителем в палате Представителей Парламента Боснии и Герцеговины. 6 декабря 2005 года она была назначена судьёй Конституционного Суда Боснии и Герцеговины.
Она приняла участие в ряде круглых столов, конференций, семинаров, ознакомительных поездок, общественных слушаний, посвящённых теме защиты прав человека и основных свобод, организованный местными и международными неправительственными организациями и государственными органами, ОБСЕ, Европейского Парламента. Она был членом боснийских экспертов, участвующих в Арбитраже в соответствии с Решением Верховного представителя для Боснии и Герцеговины и членом Верховного представителя Комиссии по Поправкам в Конституцию Боснии и Герцеговины, созданная после принятия Конституционного Суда Боснии и Герцеговины Решения о государствообразующих народах. Она опубликованы многочисленные профессиональные статьи в «наших продуктах», выпущенных Гражданским Обществом, Центром Содействия.